# Équipe de Belgique de football en 1946
Maillots
Chronologie
Saison précédente Saison suivante
La saison débute par un déplacement au Royaume-Uni pour l'équipe de Belgique de football en 1946 afin d'y rencontrer l'Angleterre, à Londres dans le mythique stade de Wembley, puis l'Écosse à Hampden Park à Glasgow, où elle encourt des fortunes diverses, avant d'enchaîner la réception du Grand-Duché et deux rencontres face aux Pays-Bas

## Résumé de la saison

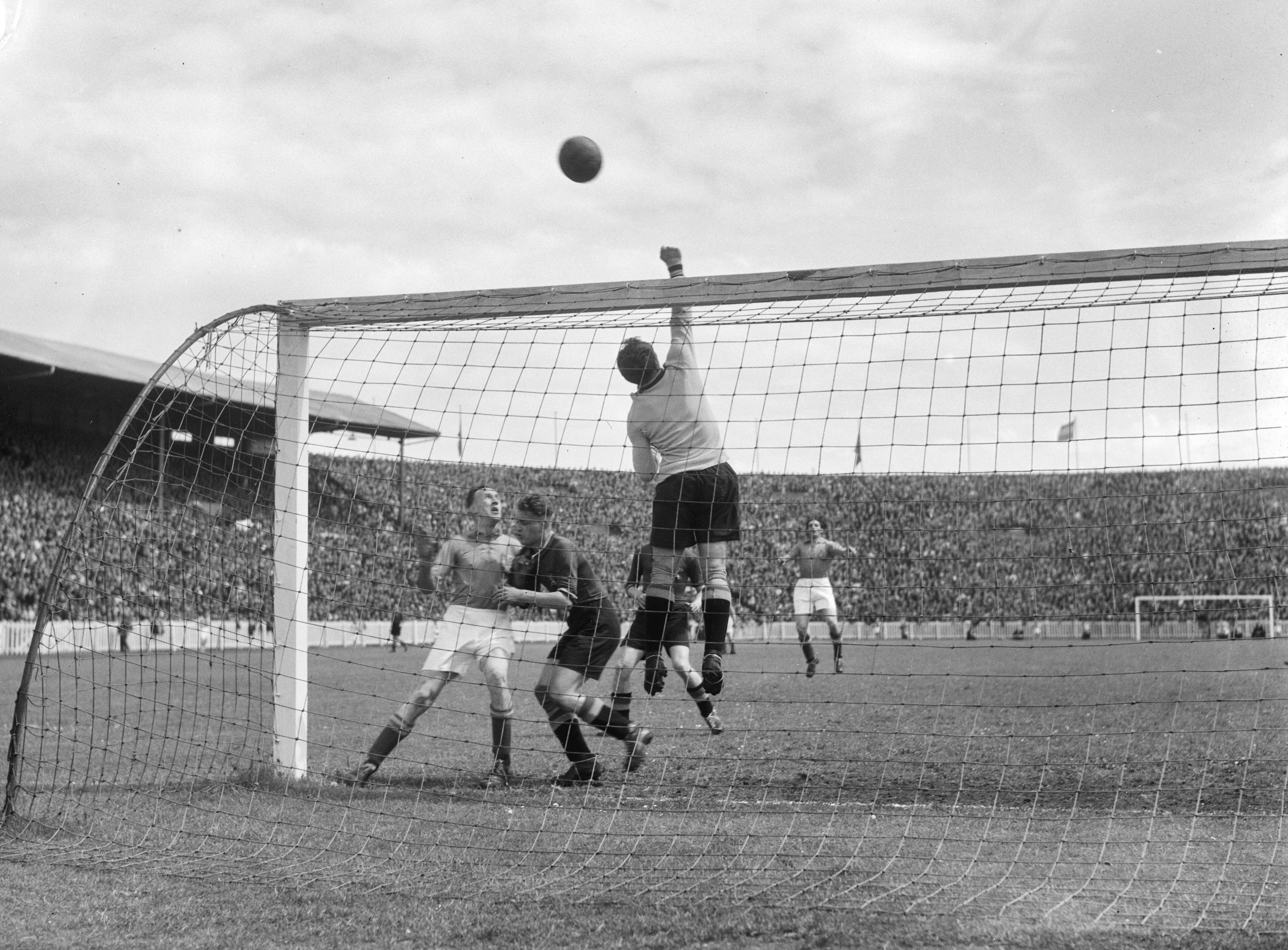
Le gardien de but du Sporting, Henri Meert, doit s'employer sur une tentative batave lors de la rencontre Belgique-Pays-Bas (2-2), jouée le 30 mai 1946 à Deurne.

La Belgique subit d'abord une défaite (2-0) honorable face aux Anglais, grâce surtout à François Daenen dont la prestation ce jour-là lui valut le sobriquet de pocket-keeper au vu de sa taille, et qui, bien que répondant à tous les critères qualifiant celle-ci de rencontre internationale, ne figure néanmoins pas aux statistiques officielles de la fédération anglaise de football (The FA) qui sont interrompues entre le 24 mai 1939 et le 28 septembre 1946, période de guerre pendant laquelle les compétitions nationales officielles furent suspendues en Angleterre. Les Diables Rouges portent à l'occasion pour la toute première fois des maillots numérotés.
Elle obtient ensuite un partage (2-2), presque synonyme de victoire, face aux Écossais pour la première rencontre officielle entre les deux nations. En effet, les Belges menaient encore (1-2) lorsque l'arbitre écossais, Jack Jackson, accorda un penalty en fin de partie à ses compatriotes, dont Robert Paverick a toujours contesté la validité, qui rétablirent ainsi l'égalité. La Belgique avait frisé l'exploit, ni l'Angleterre, ni l'Écosse ne s'étaient encore jamais inclinées à domicile face à une équipe continentale. Ce n'est que le 13 décembre 1950 que les Tartans (l'Écosse) allaient s'incliner contre l'Autriche et le 26 novembre 1953 que les Three Lions (l'Angleterre) s'avoueraient vaincus face à la prestigieuse équipe de Hongrie.
Un mois plus tard, les Belges, exceptionnellement vêtus de blanc, remettent les pendules à l'heure face à leurs modestes voisins du Luxembourg, au Mambourg de Charleroi, et prennent une large revanche (7-0) sur la défaite enregistrée l'année précédente. Albert De Cleyn profite de l'occasion pour inscrire le second quintuplé de l'histoire.
Après une victoire (2-3) face la sélection officieuse hollandaise des Zwaluwen (nl) dans le stade de Feyenoord, une défaite sèche (6-3) à Amsterdam et un nul (2-2) à Deurne sanctionnent la double confrontation face aux Pays-Bas.
Le 19 octobre, l'Union Belge engage Bill Gormlie comme nouvel entraîneur national. L'ancien gardien de but des Blackburn Rovers fut à la base d'une évolution tactique révolutionnaire baptisée le Heysel System. C'était en quelque sorte l'ancêtre de la défense de zone où chaque défenseur n'est pas seulement responsable de son adversaire direct mais doit également apporter son aide au partenaire en difficulté. Gormlie allait se distinguer par des résultats encourageants, dont notamment une série de neuf matches sans défaite, qui permit aux Diables Rouges de rester invaincus pendant plus d'une saison.

## Les matchs
| Match amical                                                     | Angleterre                    | 2 - 0   | Belgique | British Empire Exhibition Stadium Londres, Angleterre |                                                |
| 19 janvier 1946 · 14:30 heure locale · Historique des rencontres | Brown (en) 13e · Pye (en) 24e | (2 – 0) |          | Spectateurs : 85 000 Arbitrage : George Reader        | Spectateurs : 85 000 Arbitrage : George Reader |
| 19 janvier 1946 · 14:30 heure locale · Historique des rencontres | Rapport                       |         |          | Spectateurs : 85 000 Arbitrage : George Reader        | Spectateurs : 85 000 Arbitrage : George Reader |

Note : Bien que répondant à tous les critères qualifiant celle-ci de rencontre internationale, elle ne figure néanmoins pas aux statistiques officielles de la fédération anglaise de football (The FA) qui sont interrompues entre le 24 mai 1939 et le 28 septembre 1946, période de guerre pendant laquelle les compétitions nationales officielles furent suspendues en Angleterre.
| Match amical                                                     | Écosse                 | 2 - 2   | Belgique                               | Hampden Park Glasgow, Écosse                  |                                               |
| 23 janvier 1946 · 14:30 heure locale · Historique des rencontres | Delaney 53e 89e (pen.) | (0 – 0) | Lemberechts 60e · Chaves d'Aguilar 73e | Spectateurs : 48 830 Arbitrage : Jack Jackson | Spectateurs : 48 830 Arbitrage : Jack Jackson |
| 23 janvier 1946 · 14:30 heure locale · Historique des rencontres | Rapport                |         |                                        | Spectateurs : 48 830 Arbitrage : Jack Jackson | Spectateurs : 48 830 Arbitrage : Jack Jackson |

Note : Première rencontre officielle entre les deux nations.
| Match amical                                                     | Belgique                                                    | 7 - 0   | Luxembourg | Stade du Mambourg Charleroi, Belgique        |                                              |
| 23 février 1946 · 15:00 heure locale · Historique des rencontres | De Cleyn 3e 29e 48e 64e 89e · Coppens 32e · Lemberechts 62e | (3 – 0) |            | Spectateurs : 15 809 Arbitrage : Victor Sdez | Spectateurs : 15 809 Arbitrage : Victor Sdez |
| 23 février 1946 · 15:00 heure locale · Historique des rencontres | Rapport                                                     |         |            | Spectateurs : 15 809 Arbitrage : Victor Sdez | Spectateurs : 15 809 Arbitrage : Victor Sdez |

| Match amical                                                 | Pays-Bas                                                 | 6 - 3   | Belgique                      | Stade olympique Amsterdam, Pays-Bas          |                                              |
| 12 mai 1946 · 14:30 heure locale · Historique des rencontres | Wilkes 27e 70e 84e · Smit 35e · Dräger 62e · Rijvers 69e | (2 – 1) | De Cleyn 3e 60e · Coppens 52e | Spectateurs : 58 000 Arbitrage : Victor Sdez | Spectateurs : 58 000 Arbitrage : Victor Sdez |
| 12 mai 1946 · 14:30 heure locale · Historique des rencontres | Rapport                                                  |         |                               | Spectateurs : 58 000 Arbitrage : Victor Sdez | Spectateurs : 58 000 Arbitrage : Victor Sdez |

| Match amical                                                 | Belgique                              | 2 - 2   | Pays-Bas       | Bosuilstadion Deurne, Belgique               |                                              |
| 30 mai 1946 · 15:00 heure locale · Historique des rencontres | Lemberechts 46e · Van Vaerenbergh 52e | (0 – 2) | Wilkes 42e 43e | Spectateurs : 47 059 Arbitrage : Ivan Eklind | Spectateurs : 47 059 Arbitrage : Ivan Eklind |
| 30 mai 1946 · 15:00 heure locale · Historique des rencontres | Rapport                               |         |                | Spectateurs : 47 059 Arbitrage : Ivan Eklind | Spectateurs : 47 059 Arbitrage : Ivan Eklind |

## Les joueurs
| Joueurs                   | Joueurs              | Amical | Amical | Amical | Amical | Amical |
| ------------------------- | -------------------- | ------ | ------ | ------ | ------ | ------ |
| Gardiens de but           |                      |        |        |        |        |        |
| François Daenen           | Royal Tilleur FC     | 90     | 90     | 90     | 80e    |        |
| Henri Meert               | RSC Anderlechtois    | r      | r      | r      | 80e    | 90     |
| Ferdinand Boogaerts       | R White Star AC      |        |        |        |        | r      |
| Défenseurs                |                      |        |        |        |        |        |
| Robert Paverick           | Royal Antwerp FC     | 90     | 90     | 90     | 90     | 90     |
| Joseph Pannaye            | Royal Tilleur FC     | 90     | 90     | 90     | 90     | 90     |
| Antoine Puttaert          | Union Saint-Gilloise | 90     | 90     |        | 90     | 90     |
| Maurice Berloo            | ARA La Gantoise      | r      | r      | r      |        |        |
| Adolf De Buck             | SC Eendracht Alost   | r      | r      | 90     | r      |        |
| Léon Aernaudts            | K Berchem Sport      |        |        |        | r      | r      |
| Milieux                   |                      |        |        |        |        |        |
| Marcel Vercammen          | K Lyra               | 90     | 90     |        | 90     |        |
| René De Vos               | R Beerschot AC       | 90     | 90     | 90     | 90     | 90     |
| Jules Henriet             | R Charleroi SC       |        |        | 90     |        | r      |
| Willy Vermeulen           | RFC Malinois         |        |        |        |        | 90     |
| Attaquants                |                      |        |        |        |        |        |
| Victor Lemberechts        | RFC Malinois         | 90     | 90     | 90     | 90     | 90     |
| Henri Coppens             | RFC Malinois         | 90     | 90     | 90     | 90     |        |
| Albert De Cleyn           | RFC Malinois         | 90     | 90     | 90     | 90     | 90     |
| Jef Mermans               | RSC Anderlechtois    | 90     | r      |        | 90     |        |
| François Sermon           | RSC Anderlechtois    | 90     | 90     |        |        |        |
| Frédéric Chaves d'Aguilar | ARA La Gantoise      | r      | 90 ,   | 90     | 90     |        |
| Arsène Vaillant           | R White Star AC      | r      | r      | r      |        |        |
| René Thirifays            | R Charleroi SC       |        |        | 90     |        |        |
| Henri Govard              | RFC Liégeois         |        |        |        | r      | r      |
| Michel Van Vaerenbergh    | RSC Anderlechtois    |        |        |        |        | 90 ,   |
| Désiré Van Den Audenaerde | Royal Antwerp FC     |        |        |        |        | 90     |
| Jozef Melis               | ARA La Gantoise      |        |        |        |        | 90,    |

Un « r » indique un joueur qui était parmi les remplaçants mais qui n'est pas monté au jeu.
1. 1 2 3  Dernière sélection officielle pour le joueur.
2. 1 2 3 4 5 6 7  Première sélection officielle pour le joueur.
3. 1 2 3 4 5  Premier but officiel pour le joueur.

## Sources